# NGC 1127
NGC 1127 في الفهرس العام الجديد، هي مجرة، تقع في كوكبة الحمل (كوكبة). اكتشفت في 2 ديسمبر 1863 بواسطة ألبرت مارث.

## روابط خارجية
- NGC 1127 على موقع ويكي سكاي: DSS2, SDSS, GALEX, IRAS, Hydrogen α, X-Ray, Astrophoto, Sky Map, Articles and images